# Ryomyong Sports Club
Der Ryomyong Sports Club, kurz Ryomyong SC genannt, ist ein nordkoreanischer Fußballverein mit Sitz in der Hauptstadt Pjöngjang.

## Geschichte
Die frühsten Aufzeichnungen von Ergebnissen des Klubs lassen sich in der Saison 2017/18 der gerade frisch neu reformierten nationalen Liga finden. Nach zwölf gespielten Spielen zur Halbzeit der Saison stand der Klub mit 28 Punkten auf dem zweiten Platz, dabei hatte die Mannschaft einen Rückstand von vier Punkten auf den Tabellenführer und späteren Meister der Saison 25. April SC. Zum Ende der Spielzeit blieb es bei dieser Reihenfolge.
Durch die Vizemeisterschaft durfte die Mannschaft an der ersten Qualifikationsrunde zum AFC Cup 2019 teilnehmen. Dort traf der Klub auf den Erchim FC aus der Mongolei, die in zwei Spielen mit 6:0 geschlagen werden konnten. In der Play-off-Runde traf man dann auf den Tai Po FC aus Hongkong. Nachdem es in beiden Spielen in der regulären Spielzeit nur zu einem 0:0 gekommen war, musste die Entscheidung im Elfmeterschießen erzielt werden. Hier unterlag Ryomyong dann jedoch mit 3:5 und schied aus dem Wettbewerb aus. Nach der Folgesaison der Liga konnte derselbe Platz erneut erreicht werden. Die Spielzeit wurde, als die Meisterschaft feststand,  nicht mehr fortgeführt, wodurch die Mannschaft nach 22 Spielen 46 Punkte erreichte. Für den AFC Cup 2020 wurde keine nordkoreanische Mannschaft gemeldet.
Die Saison 2019/20 wurde bedingt durch die COVID-19-Pandemie nach der Winterpause erst einmal nicht weitergespielt. Ob die Spielzeit später fortgesetzt wurde oder abgebrochen wurde, ist nicht bekannt. Nach sechs Spielen stand der Klub mit 14 Punkten auf dem zweiten Platz.

### Andere Wettbewerbe
Weitere Erfolge konnte der Klub unter anderem noch in der 2017er Ausgabe des Hwaebul Cup erzielen. Hier gelang die Mannschaft bis ins Finale, schied dort jedoch mit 2:3 nach Verlängerung gegen den Sportverein Sobaeksu aus. Bei den Mangyongdae Prize Sports Games kam die Mannschaft im Jahr 2016 zudem auf den dritten Platz des Fußball-Wettbewerbs.